# Чэллис, Джеймс
Джеймс Чэллис (англ. James Challis; 12 декабря 1803, Брейнтри, — 3 декабря 1882, Кембридж) — английский священник, астроном и физик.
Член Королевского астрономического общества (1836), Лондонского королевского общества (1848).

## Биография
В 1825 году окончил Тринити-колледж в Кембриджском университете.
Профессор астрономии (1836—1882) и директор обсерватории (1836—1861) Кембриджского университета. Разрабатывал теорию поляризации света и его прохождения через вещество, теорию движения жидкостей. Занимался небесной механикой, участвовал в поисках заурановой планеты по предвычислениям Дж. К. Адамса.
Опубликовал в общей сложности 225 научных работ по математике, физике и астрономии.
В его честь назван кратер на Луне.

## Публикации
- Challis, J. (1861) Creation in Plan and Progress
- —. Notes on the Principles of Pure and Applied Calculation; and Applications of Mathematical Principles to Theories of the Physical Forces (англ.). — Cambridge: Deighton, Bell and Co., 1869.
- A Translation of the Epistle of the Apostle Paul to the Romans (1871)
- An Essay on the Mathematical Principles of Physics (1873)
- Remarks on the Cambridge Mathematical Studies (1875)
- Essay on the Scriptural Doctrine of Immortality (1880)